# C.R.O (músico)
Tomás Manuel Campos (Chos Malal, provincia del Neuquén; 11 de septiembre de 1998) conocido artísticamente como C.R.O, es un rapero, cantante y compositor argentino de rap, trap, hip hop,  boom bap, rock, pop, electrónica y reguetón.
Ha registrado colaboraciones con artistas como Duki, Lil Xan, Kevin Roldán, Cazzu,  Neo Pistea, Lit Killah, FMK, Bizarrap, nicki, Cruz Cafuné, Prok, Kidd Keo, Lucho SSJ, YSY A, Recycled J, entre muchos más. Ha participado en eventos como Buenos Aires Trap, Madrid Salvaje, Holika Festival, Arenal Sound, Cosquín Rock y el Festival Lollapalooza Argentina. Paralelo a su carrera como solista, hace parte del proyecto MDBCrew junto a varios artistas y también es parte de Bardero$ junto a Homer El Mero Mero, con el que ha grabado varios álbumes de estudio. C.R.O es conocido como «el artista de los 100 géneros».

## Biografía y vida personal
Tomás Manuel Campos nació el 11 de septiembre de 1998 en Chos Malal, una ciudad ubicada en la Provincia del Neuquén, Argentina, hijo de Manuel Campos y Teresa Schneider. Tiene cuatro hermanos. Comenzó su experiencia musical como freestyler en 2014. Poco tiempo después, decidió abandonar las batallas de freestyle para dedicarse a su carrera como músico. Sus influencias iniciales fueron bandas y artistas como Lil Peep, Nirvana, ASAP Mob y The Notorious B.I.G.
En mayo de 2025, fue homenajeado por el Concejo Deliberante de la ciudad de Neuquén como ciudadano ilustre, destacando su trayectoria artística, impacto cultural y el vínculo con sus raíces. «Es volver a mi tierra y en un lugar tan emblemático donde pasaron muchísimos artistas» declaró en una entrevista con LM Neuquén.

## Carrera musical

### 2014-19: Sus inicios y su álbum debut542
Se incursionó en el hip-hop con 14 años de edad al ir frecuentemente a batallas de freestyle que había en su natal Neuquén, bajo el seudónimo de "Crackero".
El 27 de mayo de 2014, aún utilizando ese nombre artístico, lanzó su primer sencillo, «Mi Manada», marcando el inicio de su carrera musical. Más adelante, el 22 de septiembre del mismo año, presentó su segundo sencillo, «Otro Vago».
En enero de 2016 lanzó su primer EP, titulado 3, compuesto por tres canciones. Un año después grabó el álbum Pure Drug como integrante del proyecto Bardero$ junto al rapero Homer el Mero Mero, conformado por 16 canciones. Este disco los llevó a realizar una gira promocional por varias ciudades de Argentina.
En 2017, publicó junto a la productora "KMD Label", un EP llamado Fast Food, con 6 sencillos, los cuales tienen colaboraciones con Neo Pistea, Marcianos Crew, entre otros.
En 2018 publicó un nuevo álbum pero esta vez como debut solista, titulado 542, centrado en el trap latino, que contó con trece sencillos y dos colaboraciones, con Homer el Mero Mero y Duki, con este último más tarde conformaría el dúo Vampiros, una colaboración que sería habitual en los años siguientes. Ese mismo año lanzaron los sencillos «Alas» (del álbum), «Rosa», «Fvck Luv», «Lost Tape», «Ella es una G» y «Vampiros».
En 2019 participó en eventos como el Festival Lollapalooza, Buenos Aires Trap y Madrid Salvaje, y colaboró con Neo Pistea en el remix de la canción «Tumbando el club», grabada originalmente en 2016 con su participación.También lanzó su segundo material editado, un EP de 4 canciones titulado Cuervos.

### 2020:MDB, La fiesta es de nosotros
En 2020 estrenó con su agrupación MDBCrew una nueva producción discográfica titulada "La fiesta es de nosotros", y como parte de BARDERO$, en marzo del mismo año presentó "Me sueltan los ángeles" en el marco del Billboard Latin Fest en Nueva York. También en 2020 registró una nueva colaboración con Duki en el videoclip y sencillo «Basura», seguido de los sencillos «Pa' mi casa» con el cantante colombiano Kevin Roldán y «Phone», junto con el rapero estadounidense Lil Xan. Ese mismo año participó en una sesión con el productor Bizarrap titulada BZRP Music Sessions #29, que actualmente supera las 140 millones de reproducciones en la plataforma YouTube.
Después del confinamiento provocado por la pandemia de Covid-19, regresó a los escenarios en el marco del Flow Strip Festival en el casino de Puerto Madero a finales de año, y anunció a través de la revista Billboard que su siguiente álbum estaría influenciado por la música de bandas como Alice in Chains, Pantera y Megadeth.

### 2021-22:Muriendo lento,Mal de la cabezayLeyendas de la noche
En 2021 publicó el mencionado álbum, de título Mal de la cabeza, cuya presentación se llevó a cabo en La Trastienda Club de Buenos Aires.Acto seguido, grabó las producciones discográficas Muriendo lento y Leyendas de la noche, y el sencillo «Cuando entramos en acción» con el rapero español Kidd Keo, con un videoclip grabado entre Argentina y España. En septiembre del mismo año publicó la canción «Lambo Remix», una colaboración con Moonkey, Duki, Chucky73 y We$t Dubai. Viajó a España para apoyar las presentaciones de Duki en Tarragona y Gerona, y aprovechó para trabajar con artistas del país ibérico como Cruz Cafuné, Recycled J e Israel B en la canción «Ciego por el club».

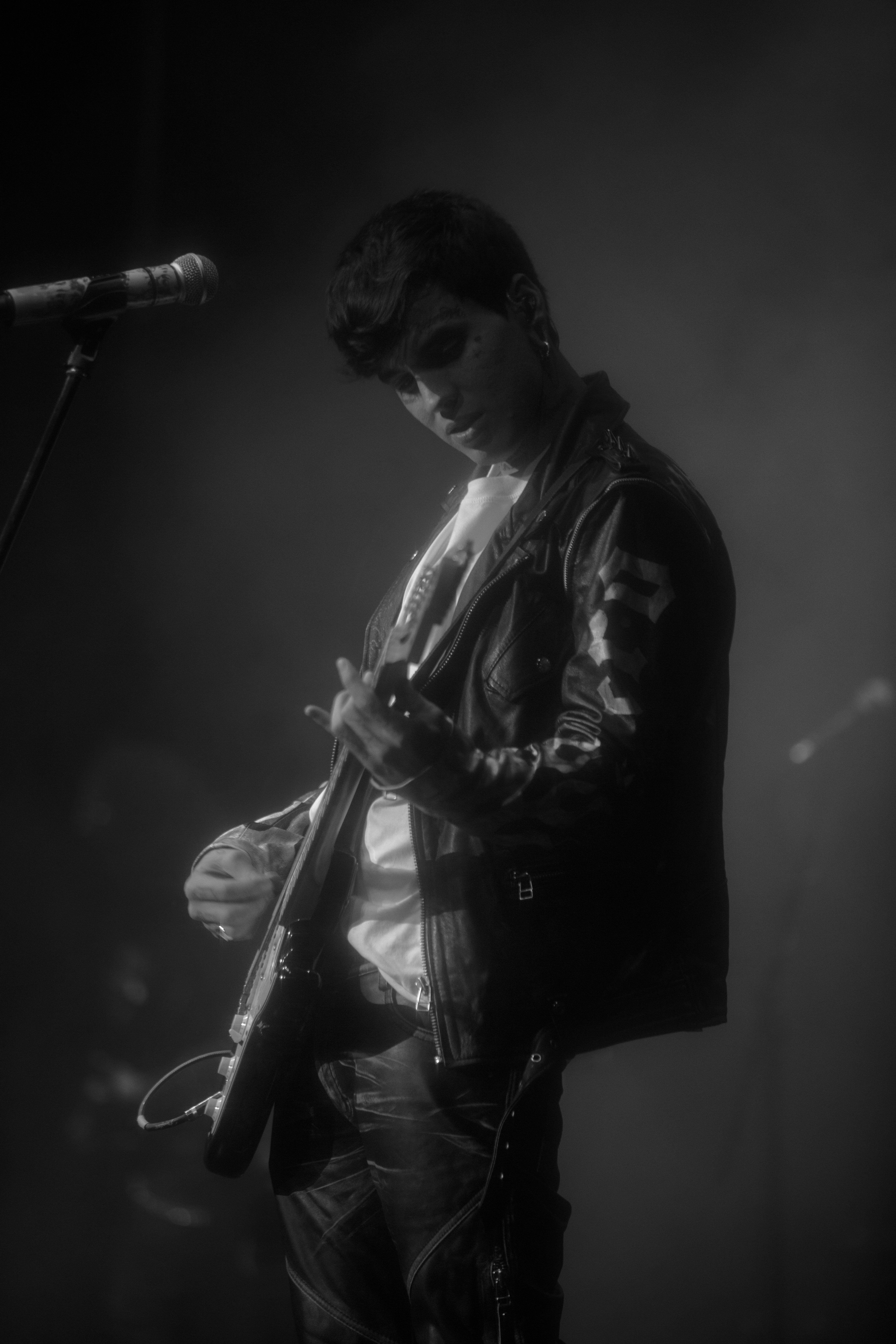
C.R.O en vivo en el Teatro Gran Rex, 2022

En 2022 nuevamente colaboró con Duki para el lanzamiento del sencillo «Interestelar», en el que también participó el cantante argentino FMK. La canción ingresó en el Billboard Argentina Hot 100 y ganó el Hot Shot Debut en el mes de febrero. También participó en un nuevo álbum de estudio del proyecto Bardero$, titulado Inmortales, el cual fue presentado en el teatro Gran Rex el 12 de febrero. El mismo mes el dúo se presentó en el Festival Cosquín Rock, celebrado el aeródromo de la localidad de Santa María de Punilla en la provincia de Córdoba.
El mismo año publicó el Extended Play V Anillos, junto con el cantante Franky Style, y realizó una gira por España en la que participó en los festivales Animal Sound (Murcia), Holika, Riverland (Asturias) y Arenal Sound.
Otros sencillos destacados publicados por el artista en 2022 incluyen «Pensando en verte» y «Bando» con Bardero$, «Dónde quieres» con Piso 21 y Tezzel y «Mi culpa» con Lit Killah.
El 20 de noviembre de 2022 se presentó con Bardero$ en el Luna Park de Buenos Aires, en el marco de la gira Inmortales Tour. Allí presentaron en directo el mencionado sencillo «Bando».

### 2023-24:Temor,CápsulayMalos cantores
C.R.O. inició el año 2023 con el lanzamiento del sencillo «MVP», seguido de una colaboración con el artista mexicano MC Davo en el tema «¿Por qué será?».En marzo estrenó «WOW» con Neo Pistea, Lucho SSJ y Obie Wanshot, y en el mes de abril lanzó «Poco a poco» con Ovi, Alemán y Lit Killah, y colaboró nuevamente con Duki para grabar el sencillo «hARAkiRi», cuya letra conmemora los primeros años de carrera de ambos músicos.
Por la misma época participó como solista del "Sold Out Tour" por varias ciudades mexicanas, y publicó los sencillos «Abismo», «Una opción» y «Silencio» como adelanto de un nuevo álbum en el que fusionó rock con música urbana titulado TEMOR, el cual lanzó al mercado en el mes de junio a través de las compañías Nocita Music y Dale Play Records.En julio trabajó nuevamente con Franky Style y Lil Troca en la grabación de «Diamante en bruto», un nuevo sencillo.
El 11 de octubre de 2023 lanzó su álbum llamado Cápsula, en el que aparecen artistas como Duki, FMK, AK4:20, Snow Tha Product, Omar Montes, etc. El álbum tiene un total de 11 canciones y fue distribuido por la discográfica DALE PLAY Records junto a la producción de Nocita Music.
Durante el 2024 C.R.O dedicó su trabajo de forma casi exclusiva al álbum Malos Cantores en formato Deluxe, el proyecto cuenta con 2 partes para un mismo álbum. El 20 de junio de 2024 tuvo su primer entrega y el 6 de Noviembre del mismo año la segunda, proyectando la tercera parte y final, para el año siguiente. Al momento las 2 primeras partes cuentan de 16 canciones y tiene colaboraciones como las de Neo Pistea, Homer el Mero Mero, Airbag, Lil Troca, Mesita, Bhavi, La Zowi, Khea, Kidd Keo, Obie Wanshot, Lucho SSJ y Franky Style.
El 1 de agosto, celebrando los 10 años de Bardero$, lanzó bajo el dúo un nuevo álbum llamado Ahora es Religión. «La gente que escucha Bardero$ desde su comienzo puede notar la gran diferencia que tenemos al día de hoy, sintiendo y percibiendo cómo hemos evolucionado» destacó en una nota con Quiero música en mi idioma.
El 7 y 8 de diciembre, participó en el Buenos Aires Trap, uno de los eventos más destacados del género en Argentina. En esta edición, C.R.O ofreció dos presentaciones: una como solista y otra junto a Bardero$.

### 2025-presente:LGMy primera gira internacional
El 30 de enero de 2025, lanzó el single «LGM» junto con el artista chileno Polimá Westcoast. El single fue definido como una primera incursión por parte de ambos artistas en los sonidos house.
En ese mismo año, C.R.O realizó su primera gira internacional, Malos Cantores World Tour, que incluyó 30 fechas en 12 países. La gira inició en Estados Unidos con presentaciones en ciudades como San Diego, Chicago y Los Ángeles, el icónico Club Space de Miami, y destacándose un sold out en el SOB's de Nueva York. Posteriormente, el tour continuó por Latinoamérica, con shows en Chile, México, Perú, entre otros. El 13 de junio, C.R.O culminó su gira con un show en el Movistar Arena. El evento, que tuvo un carácter masivo, fue calificado por la prensa como un "hito" en su carrera, destacando la energía del artista y la conexión con su público en una presentación de más de 2 horas.

## Discografía
| Año  | Título                         | Tipo             |
| ---- | ------------------------------ | ---------------- |
| 2015 | Pure drug                      | Álbum de estudio |
| 2016 | Chicos del barrio              | Álbum de estudio |
| 2020 | Me sueltan los ángeles         | Álbum de estudio |
| 2020 | MDB - La fiesta es de nosotros | Álbum de estudio |
| 2022 | Inmortales                     | Extended play    |
| 2024 | Ahora es Religión              | Extended play    |

| Año  | Título                            | Tipo             |
| ---- | --------------------------------- | ---------------- |
| 2016 | 3                                 | Extended play    |
| 2017 | MDB Crew Vol. 1                   | Álbum de estudio |
| 2017 | MDB Crew Vol. 2                   | Álbum de estudio |
| 2018 | C.R.O Rock                        | Álbum de estudio |
| 2018 | 542                               | Álbum de estudio |
| 2019 | Cuervos                           | Extended play    |
| 2021 | Mal de la cabeza                  | Álbum de estudio |
| 2021 | Muriendo Lento (con Franky Style) | Extended play    |
| 2021 | Leyendas de la Noche              | Álbum de estudio |
| 2022 | V Anillos (con Franky Style)      | Extended play    |
| 2023 | Temor                             | Álbum de estudio |
| 2023 | Cápsula                           | Álbum de estudio |
| 2024 | Malos cantores                    | Extended play    |

Sencillos
| Año  | Título                                                                 | Álbum            |
| ---- | ---------------------------------------------------------------------- | ---------------- |
| 2025 | «LGM» (con Polimá Westcoast)                                           |                  |
| 2024 | «Yo ya gané» (con Bhavi)                                               | Malos Cantores   |
| 2024 | «Freestyle»                                                            | Malos Cantores   |
| 2024 | «Secretos» (con Kidd Keo)                                              | Malos Cantores   |
| 2024 | «Rock and Roll» (con Khea)                                             | Malos Cantores   |
| 2024 | «Metido en los verdes»                                                 | Malos Cantores   |
| 2024 | «Hustlers» (con Neo Pistea)                                            | Malos Cantores   |
| 2024 | «Demenciales» (con Prok)                                               |                  |
| 2023 | «Ocaso» (con Bhavi, Khea y Neo Pistea)                                 |                  |
| 2023 | «Cristales Tinteaos» (con Omar Montes, Ovi y Totoy El Frio)            | Cápsula          |
| 2023 | «Zona Caliente» (con Rusherking)                                       |                  |
| 2023 | «Sin Preguntar»                                                        | Cápsula          |
| 2023 | «Diamante en bruto» (con Lil Troca y Franky Style)                     | Malos Cantores   |
| 2023 | «Lo que soy»                                                           | Temor            |
| 2023 | «Silencio»                                                             | Temor            |
| 2023 | «Una opción»                                                           | Temor            |
| 2023 | «Abismo»                                                               | Temor            |
| 2023 | «Poco a poco» (con Ovi, Lit Killah, Alemán)                            |                  |
| 2023 | «hARAkiRi (ZECCA Remix)» (con Duki, ZECCA)                             |                  |
| 2023 | «hARAkiRi» (con Duki)                                                  | Antes de Ameri   |
| 2023 | «WOW» (con Neo Pistea, Lucho SSJ, Obie Wanshot)                        | Malos Cantores   |
| 2023 | «¿Por qué será?» (con MC Davo)                                         |                  |
| 2023 | «MVP»                                                                  |                  |
| 2022 | «Mi Culpa» (con Lit Killah)                                            |                  |
| 2022 | «Dónde quieres» (con Tezzel, Piso 21)                                  |                  |
| 2022 | «Tranki» (con Tezzel, Andry Kiddos)                                    |                  |
| 2022 | «Hagámoslo de nuevo» (con Nath)                                        |                  |
| 2022 | «Otra vez te soñé»                                                     |                  |
| 2022 | «Normal» (con Dani Ribba)                                              |                  |
| 2022 | «Interestelar» (con Duki, FMK)                                         | Cápsula          |
| 2022 | «Maldad» (con Lucho SSJ)                                               |                  |
| 2021 | «Retroceso» (con S-Roneo)                                              |                  |
| 2021 | «Ciego por el club» (con Selecta, Recycled J)                          |                  |
| 2021 | «Lambo (Remix)» (con Duki, Chucky73, We$t Dubai, Moonkey)              |                  |
| 2021 | «Get Money» (con Snow Tha Product)                                     |                  |
| 2021 | «Malaria» (con Franux BB)                                              |                  |
| 2021 | «Doblando la ley» (con Pekeño 77)                                      |                  |
| 2021 | «Cuando entramos en acción» (con Kidd Keo)                             |                  |
| 2020 | «Infierno y Roll»                                                      | Mal de la cabeza |
| 2020 | «Claro que si» (con Franky Style)                                      |                  |
| 2020 | «Pa' mi casa» (con Kevin Roldán)                                       |                  |
| 2020 | «Cómo le explico» (con Zaramay)                                        |                  |
| 2020 | «Muerto en vida» (con Rich White)                                      |                  |
| 2020 | «Noches en Neuquén»                                                    |                  |
| 2020 | «BABY DRIP» (con Zaramay)                                              |                  |
| 2020 | «Tal Vez»                                                              |                  |
| 2020 | «Sabor» (con Dellalowla)                                               |                  |
| 2020 | «Demonios»                                                             |                  |
| 2020 | «Hot Box (Remix)» (con Mesita, Big Soto)                               |                  |
| 2020 | «Basura» (con Duki)                                                    |                  |
| 2020 | «En el bloque» (con Duki)                                              |                  |
| 2020 | «C.R.O Bzrp Music Sessions Vol. 29» (con Bizarrap)                     |                  |
| 2020 | «Prendido fuego» (con Moonkey)                                         |                  |
| 2020 | «Tu nombre» (con Selecta, Recycled J)                                  | El Niño          |
| 2020 | «Lambo» (con We$t Dubai, Moonkey)                                      |                  |
| 2020 | «Poesía de la oscuridad»                                               |                  |
| 2020 | «Repárame»                                                             |                  |
| 2020 | «Phone» (con Lil Xan y Dellalowla)                                     |                  |
| 2020 | «VIAIPI»                                                               |                  |
| 2019 | «After House» (con Cazzu)                                              |                  |
| 2019 | «Dispuestos a morir» (con Natos y Waor)                                |                  |
| 2019 | «Caer»                                                                 |                  |
| 2019 | «Arriba las manos» (con Pekeño 77)                                     |                  |
| 2019 | «Fuego»                                                                |                  |
| 2019 | «Pa' Brillar (Remix)» (con Lucho SSJ, Neo Pistea, Pablo Chill-E y más) |                  |
| 2019 | «Revuélvelo»                                                           |                  |
| 2019 | «Blanco y negro» (con Molok0)                                          |                  |
| 2019 | «Cada lágrima»                                                         |                  |
| 2019 | «Mi alma»                                                              |                  |
| 2019 | «Money»                                                                |                  |
| 2019 | «7 Pakas» (con Duki, Chulu)                                            |                  |
| 2019 | «Move» (con Neo Pistea)                                                |                  |
| 2019 | «Tu Recuerdo»                                                          |                  |
| 2019 | «Nadie lo sabe»                                                        |                  |
| 2018 | «Chicle»                                                               |                  |
| 2018 | «Ella es una G» (con Duki)                                             |                  |
| 2018 | «Mi caramelo»                                                          |                  |
| 2018 | «Vampiros» (con Duki)                                                  |                  |
| 2018 | «Mi morena» (con Dellalowla)                                           |                  |
| 2018 | «Zombies» (con Beltran3K)                                              |                  |
| 2018 | «Solo»                                                                 |                  |
| 2018 | «Perla»                                                                |                  |
| 2018 | «Fuck Sleep»                                                           |                  |
| 2018 | «6:00 A.M.»                                                            |                  |
| 2018 | «Donde estamos (remix)» (con Franky Style)                             |                  |
| 2018 | «Reina»                                                                |                  |
| 2018 | «Beso Amargo»                                                          |                  |
| 2018 | «Alas» (con Duki)                                                      |                  |
| 2018 | «Fvck Luv» (con Duki)                                                  |                  |
| 2018 | «Chance» (con Franky Style)                                            |                  |
| 2018 | «Hijo de la Noche» (con Duki, YSY A)                                   |                  |
| 2018 | «Fácil» (con Fazzini)                                                  |                  |
| 2018 | «Pereza»                                                               |                  |
| 2017 | «Behind Me» (con Fazzini)                                              |                  |